# Weihnachten auf Umwegen
Weihnachten auf Umwegen (Originaltitel: A Christmas Detour) ist ein US-amerikanischer weihnachtlicher Fernsehfilm von Regisseur Ron Oliver aus dem Jahr 2015 mit Candace Cameron Bure und Paul Greene in den Hauptrollen. Die Geschichte des Films handelt von zwei Fluggästen, deren Flug nach New York City aufgrund eines Schneesturms nach Buffalo umgeleitet wird. Der Film wurde von Hallmark Entertainment für die Reihe der Hallmark Channel Original Movies produziert.

## Handlung
Die Schriftstellerin Paige Summerland ist auf dem Weg nach New York City, um dort mit ihrem Verlobten Jack Collins und ihren zukünftigen Schwiegereltern das Weihnachtsfest zu verbringen. Voller Optimismus geht sie davon aus, dass ihre bevorstehende Hochzeit genau so perfekt sein wird wie ihre Artikel, die ihre Lebensregeln widerspiegeln. Im Flugzeug muss sie neben Dylan MacKenzie sitzen, einem unromantischen Barkeeper, der seit vier Jahren mal wieder zu seiner Familie reist, sich darauf jedoch nicht besonders freut. 
Aufgrund eines heftigen Schneesturms wird ihr Flug nach Buffalo umgeleitet. Von dort aus fährt sie mit dem Shuttlebus zum Buffalo Airport Hotel, wo ihr ausgerechnet neben Dylan ein Zimmer zugewiesen wird. Er zeigte schon während des Fluges wenig Verständnis für ihre romantisch verklärte Art die Welt zu sehen und nun muss sie sich auch jetzt noch mit ihm im Hotel auseinandersetzen.
Da Paige überzeugt ist, dass in Kürze ein Flug nach New York möglich sein wird, kehrt sie zum Flughafenterminal zurück, wo sie sich mit dem Ehepaar Frank und Maxine anfreundet, deren zwanzigjährige Ehe nicht sehr ideal erscheint. Leider hat sich der Schneesturm nach Norden gedreht und den Flughafen in Buffalo für mindestens zwei Tage vollständig geschlossen, wodurch ein „perfektes Weihnachten“ bei den Schwiegereltern sehr unwahrscheinlich erscheint. Dylan mietet sich derweil einen Geländewagen mit Allradantrieb und bietet Paige, Maxine und Frank an, sie nach New York City mitzunehmen. Der Schneesturm zwingt sie auf den Nebenstraßen des Bundesstaates New York in eine kleine Stadt, wo sie mit dem Auto von der Straße abkommen und nun den Heiligen Abend in dem kleinen Hotel „O Tannenbaum Inn“ verbringen müssen. Paige und Dylan lernen sich dabei näher kennen und so erfährt Paige, warum ihr Begleiter so wenig Verständnis für die von Paige angestrebte perfekte Partnerschaft hat. Dylans ehemalige Verlobte hatte ihn wegen seines eigenen Bruders verlassen und ihm so jegliche Illusionen an die wahre Liebe geraubt. Frank und Maxine entdecken an diesem Weihnachtsabend jedoch ihre Liebe zueinander neu und auch Dylan beginnt sich mehr und mehr für Paige zu interessieren. Allerdings fühlt sich Paige ein wenig unwohl mit der sich entwickelnden Freundschaft zwischen ihr und Dylan. Sie ist davon überzeugt, dass sie und Jack für einander bestimmt sind, weil es in ihrer Vorstellung nicht anders sein kann. Trotzdem muss sie feststellen, dass sich dieses Weihnachten mit Dylan tatsächlich gut anfühlt und so küssen sie sich unter einem Mistelzweig. Beunruhigt von ihren Gefühlen für Dylan, fährt Paige am nächsten Morgen kurzerhand mit einem Truckerfahrer weg, der sie bis nach New York City bringt und sie dort endlich ihren Jack in die Arme schließen kann.
Auch Dylan, Frank und Maxine machen sich auf die Weiterreise. Als Dylan die beiden vor ihrem Haus in Connecticut absetzt, verrät ihm Maxine, dass sie ein Telefonat von Paige mit angehört hatte und sie daher weiß, dass Paige und ihr Verlobter im „Glen Rock Country Club“ zu Abend essen werden. Dylon solle doch die Möglichkeit nutzen, Paige noch einmal aufzusuchen, ehe sie sich aus den Augen verlieren. Nachdem Dylan seiner Mutter den Weihnachtsbesuch abgestattet und sich dort mit seinem Bruder und seiner Ex-Verlobten versöhnt hat, fährt er nach „Glen Rock“ und versucht Paige davon zu überzeugen, dass Jack nicht der perfekte Mann für sie ist. Als sie merkt, dass sie tatsächlich Dylan liebt, gibt sie Jack den Verlobungsring zurück und folgt ihrem wahren Seelenverwandten.
Etwas später treffen Dylan und Paige im liebevollen Zuhause seiner Mutter ein, um gemeinsam Weihnachten miteinander zu verbringen.

## Produktion

### Produktionsnotizen
Produktionsfirmen waren die Front Street Pictures in Zusammenarbeit mit ACTR Productions, Axelrod-Ett Productions und Side Street Post. Die Präsentation erfolgte über Hallmark Channel. Die Außenaufnahmen für den Film entstanden in Langley (British Columbia) in Kanada.

### Synchronisation
Die deutsche Synchronisation wurde durch die SDI Media Germany GmbH, Berlin durchgeführt; Dialogbuch und Dialogregie lagen bei Bernd Eichner:
- Susanne Geier spricht Candace Cameron Bure ~ Paige Summerlind
- Sascha Gluth spricht Paul Greene ~ Dylan
- Nina Herting spricht Sarah Strange ~ Maxine
- Edwin Gellner spricht David Lewis ~ Frank
- Nicolás Artajo spricht Marcus Rosner ~ Jack Collins
- Andrea Aust spricht Barbara Niven ~ Susan
- Fabian Oscar Wien spricht Kaj-Erik Eriksen ~ Bryce
- Leonie Dubuc spricht Mackenzie Mowat ~ Cynthia

### Veröffentlichung
In den USA hatte der Fernsehfilm am 28. November 2015 Premiere im Hallmark Channel. In Deutschland erschien er am 26. Oktober 2016 auf Video und wurde am 25. Dezember 2018 erstmals im Fernsehen bei SIXX ausgestrahlt.

## Kritik
Die Kritiker der Fernsehzeitschrift TV Spielfilm werteten: „Wie die Story ausgeht, ist nach zwei Minuten klar. Das muss ja nicht schlimm sein, wenn der Weg zum Happy End mit pointierten Dialogen und witzigen Ideen gepflastert ist. Doch das ist hier nicht der Fall. Stattdessen: Weihnachtskitsch und Gefühlsduselei.“ Fazit: „Nur ein lauwarmer Herzwärmer“.